# Велики Вртоп
Велики Вртоп је насељено место у Србији у општини Гаџин Хан у Нишавском округу. Према попису из 2022. било је 98 становника.

## Географија
Велики Вртоп налази се у Горњем Заплању. Лоциран је у долини Вртопске реке, на западним падинама Суве планине (1.810 m), y подножју њених врхова Големо стражиште (1.714 m) и Брезје (1.480 m). Налази се 3 km источно од регионалног пута Никола Тесла – Гаџин Хан – Краставче – Доњи Душник — Равна Дубрава. Удаљен је 22 km југоисточно од Гаџиног Хана и 44 km југоисточно од Ниша. Простире се у висинском појасу од 530 до 660 м надморске висине.
На стрмим обронцима Суве планине налази се тешко приступачна Орлова пећина, позната по томе што се у њој гнезде орлови. Више мањих пећина, у којима су мештани током турске окупације у време давања десетка сакривали жито, налазе се на местима Говедарник и Крстати камен. На локалитету Велика Чрвена налази се леденица. Најзначајнији извори у атару су Градиште, Гусина бука и Куртин кладенац.

## Тип села
Велики Вртоп је сеоско насеље збијеног физиономског типа. Неправилног је трапезастог облика. Насеобинским склопом повезује шест махала: Величковце, најстарији део села (место око цркве се из тог разлога назива Селиште), Крајчовце, Марковце, Јузунце, Дубраву и Трмчало, формирано после Другог светског рата пресељавањем домаћинстава на место својих гумна.

## Демографија
У насељу Велики Вртоп живи 253 пунолетна становника, а просечна старост становништва износи 59,3 година (57,3 код мушкараца и 61,2 код жена). У насељу има 109 домаћинства, а просечан број чланова по домаћинству је 1,98.
Ово насеље је великим делом насељено Србима (према попису из 2002. године), а у последња три пописа, примећен је пад у броју становника.
|  |

| Демографија | Демографија | Демографија |
| Година      | Становника  | Становника  |
| ----------- | ----------- | ----------- |
| 1948.       | 941         |             |
| 1953.       | 940         |             |
| 1961.       | 862         |             |
| 1971.       | 775         |             |
| 1981.       | 564         |             |
| 1991.       | 394         | 380         |
| 2002.       | 270         | 280         |
| 2011.       | 216         |             |

| Етнички састав према попису из 2002.‍ | Етнички састав према попису из 2002.‍ | Етнички састав према попису из 2002.‍ | Етнички састав према попису из 2002.‍ | Етнички састав према попису из 2002.‍ |
| ------------------------------------ | ------------------------------------ | ------------------------------------ | ------------------------------------ | ------------------------------------ |
|                                      |                                      |                                      |                                      |                                      |
| Срби                                 | Срби                                 |                                      | 269                                  | 99,62%                               |
| непознато                            | непознато                            |                                      | 1                                    | 0,37%                                |

| Година пописа     | 1948. | 1953. | 1961. | 1971. | 1981. | 1991. | 2002. |
| ----------------- | ----- | ----- | ----- | ----- | ----- | ----- | ----- |
| Број домаћинстава | 164   | 164   | 172   | 184   | 179   | 150   | 133   |

| Број чланова      | 1  | 2  | 3  | 4 | 5 | 6 | 7 | 8 | 9 | 10 и више | Просек |
| ----------------- | -- | -- | -- | - | - | - | - | - | - | --------- | ------ |
| Број домаћинстава | 45 | 62 | 12 | 8 | 3 | 3 | 0 | 0 | 0 | 0         | 2,03   |

| Пол    | Укупно | Неожењен/Неудата | Ожењен/Удата | Удовац/Удовица | Разведен/Разведена | Непознато |
| ------ | ------ | ---------------- | ------------ | -------------- | ------------------ | --------- |
| Мушки  | 128    | 19               | 85           | 22             | 2                  | 0         |
| Женски | 131    | 8                | 81           | 35             | 2                  | 5         |
| УКУПНО | 259    | 27               | 166          | 57             | 4                  | 5         |

| Пол    | Укупно                    | Пољопривреда, лов и шумарство | Рибарство                            | Вађење руде и камена | Прерађивачка индустрија       |
| ------ | ------------------------- | ----------------------------- | ------------------------------------ | -------------------- | ----------------------------- |
| Мушки  | 43                        | 21                            | 0                                    | 0                    | 10                            |
| Женски | 24                        | 15                            | 0                                    | 0                    | 7                             |
| УКУПНО | 67                        | 36                            | 0                                    | 0                    | 17                            |
| Пол    | Производња и снабдевање   | Грађевинарство                | Трговина                             | Хотели и ресторани   | Саобраћај, складиштење и везе |
| Мушки  | 0                         | 9                             | 0                                    | 0                    | 0                             |
| Женски | 0                         | 0                             | 0                                    | 0                    | 0                             |
| УКУПНО | 0                         | 9                             | 0                                    | 0                    | 0                             |
| Пол    | Финансијско посредовање   | Некретнине                    | Државна управа и одбрана             | Образовање           | Здравствени и социјални рад   |
| Мушки  | 0                         | 0                             | 1                                    | 2                    | 0                             |
| Женски | 0                         | 0                             | 0                                    | 2                    | 0                             |
| УКУПНО | 0                         | 0                             | 1                                    | 4                    | 0                             |
| Пол    | Остале услужне активности | Приватна домаћинства          | Екстериторијалне организације и тела | Непознато            | Непознато                     |
| Мушки  | 0                         | 0                             | 0                                    | 0                    | 0                             |
| Женски | 0                         | 0                             | 0                                    | 0                    | 0                             |
| УКУПНО | 0                         | 0                             | 0                                    | 0                    | 0                             |